# Tallarook
Tallarook – miasto w Australii, w stanie Wiktoria.